# Diguetia stridulans
Espèce
Diguetia stridulans est une espèce d'araignées aranéomorphes de la famille des Diguetidae.

## Distribution
Cette espèce est endémique de Basse-Californie au Mexique,. Elle se rencontre sur l'île Mejia.

## Description
La femelle holotype mesure 4,2 mm

## Systématique et taxinomie
Cette espèce a été décrite par Chamberlin en 1924.

## Publication originale
- Chamberlin, 1924 : « The spider fauna of the shores and islands of the Gulf of California. » Proceedings of the California Academy of Sciences, sér. 4, vol. 12, p. 561-694 (texte intégral).